# Thunderbirds (televizijska serija)
Thunderbirds ime je za britansku TV seriju iz sredine 1960-tih godina koju su stvorili Gerry i Sylvia Anderson za tvrtku AP Films. Thunderbirds je bio akcijski serial u kojem se prate avanture International Rescue (Međunarodne spasilačke službe) kojeg vodi bivši astronaut Jeff Tracy koji pomažu ljudima u nevolji koristeći tehnički napredne strojeve, letjelice i uređaje. Ova serija je bila jako uspješna i još je i danas popularna u mnogim zemljama svijeta, a njen uspjeh je nadahnuo mnoge nastavke i filmove. Originalni serijal je bio napravlje s pomoću lutaka, i velikih maketa.

## Protagonisti
Glavni likovi:
- Jeff Tracy
- Scott Tracy
- Virgil Tracy
- Alan Tracy
- John Tracy
- Gordon Tracy
- Lady Penelope Creighton-Ward
- Aloysius "Nosey" Parker
- The Hood - glavni negativac

## Strojevi
| Stroj         | tip                               | pilot                                                               | Tehnička svojstva | Broj posade |
| ------------- | --------------------------------- | ------------------------------------------------------------------- | --- | ----------- |
| Thunderbird 1 | raketni avion                     | Scott Tracy                                                         | Najveća brzina: Mach 22.6 Raspon krila: 24 m                                                                                                   | 1           |
| Thunderbird 2 | hipersonična VTOL letjelica       | Virgil Tracey kopiloti Alan Tracy, Gordon Tracy, Brains ili Tin-Tin | Najveća brzina: 5000 mp/h Brzina krstarenja : 2000 mp/h Dužina: 250 stopa Visina: 60 stopa Raspon krila: 180 stopa                             | 2           |
| Thunderbird 3 | jednostepena raketa               | Alan Tracy                                                          | Dužina: 61 m (200 stopa) Širina: 7 m (tijelo) Raspon krila: 24 m (uključujući motore) Pogon: kemijski (pod orbitalnu putanju), ionski (orbita) | 2           |
| Thunderbird 4 | džepna podmornica                 | Gordon Tracy                                                        | Dužina: 9m Širina: 3m |             |
| Thunderbird 5 | svemirska stanica u orbiti Zemlje | John Tracy, kojeg zamjenjuje Alan Tracy svakih mjesec dana          | Dužina: 122 m Širina: 90 m Visina: 83 m |             |
| Thunderbird 6 | Tiger Moth iz 1930-tih            |                                                                     | |             |

## Filmovi zasnovani na serijalu Thunderbirds
- Thunderbirds Are Go
- Thunderbird 6
- Super Space Theatre

## Reprize
Originalna TV serijal Thunderbirds se trenutno reprizira u:
- Velikoj Britaniji - BBC 2
- Irskoj - RTÉ Two
- Australiji - GO!